# MOON TALES
『MOON TALES』（ムーンテイルズ）は、2024年4月5日から2025年3月28日までZIP-FMで放送されていたラジオ番組。

## 概要
2024年4月のZIP-FMの改編によって新設された番組。
金曜の夜に、夏川愛実が音楽とともに、トークや物語を届けるプログラム。
夏川にとってOS☆Uの卒業後、初の番組であり、ZIP-FMでナビゲーターを務める初めての番組でもある。
SNSでの投稿で公式に用いられる、番組ハッシュタグは「#ムンテル」。
2024年10月より清春がナビゲートする『back to home』の放送開始に伴い、放送開始時刻が毎週土曜の深夜0時(金曜の24時)となり、放送時間が30分短縮となった。2025年3月、放送終了。

## 出演者
ナビゲーター
- 夏川愛実（2024年4月5日 - 2025年3月28日）

ゲスト出演
| 出演年 | 放送日  | 出演者                 | 備考   |
| 2024年 | 5月17日 | リアクション ザ ブッタ |        |
| 2024年 | 6月21日 | 小片リサ               | 生出演 |

## 放送時間
- 毎週金曜 23:30 - 25:00（JST）（2024年4月5日 - 2024年9月27日）
- 毎週金曜 24:00 - 25:00（JST）（2024年10月4日 - 2025年3月28日）

## コーナー
月にまつわる話
月や星、天体などの話、それにまつわる神話の話をするコーナー。
土曜日のツキ加減
占いコーナー。星座によるツキ加減をサイコロの数字の大きさで、ラッキーカラーを抽選機で占う。
ヤミアミ
ほうじ茶に合わなそうな組み合わせを試してみるコーナー。
囲碁が語源になっている言葉
囲碁が語源になっている言葉を紹介するコーナー。
美味しいもののレコメンド
テーマにちなんだ食べ物を紹介するコーナー。
EGO
ZIPPIE（リスナー）が「どっちがE(イー)か」と迷っていることや白黒つけたいことを募集、他のZIPPIEからアドバイスをもらい、「E(イー)方へGOする」番組のメインコーナー。夏川の趣味である囲碁にちなんでいる。